# Josep María Martí
Josep María "Pepe" Martí Sobrepera (Sabadell, 13 juni 2005) is een Spaans autocoureur. Sinds 2023 maakt hij deel uit van het Red Bull Junior Team, het opleidingsprogramma van het Formule 1-team Red Bull Racing.

## Carrière
Martí begon zijn autosportcarrière in het karting in 2017. Dat jaar werd hij derde in het Catalaanse kartkampioenschap. In 2018 ging hij op internationaal niveau karten en kwam uit in de Junior-categorie. Hij werd onder meer tiende in het Spaans kampioenschap, negentiende in het wereldkampioenschap en 32e in het Europees kampioenschap. In 2019 werd hij Spaans kampioen in de Junior-klasse. Ook werd hij vierde in het wereldkampioenschap en zeventiende in het Europees kampioenschap. In 2020, zijn laatste jaar in de karts, kwam hij uit in de OK-klasse. Hij werd zevende in het wereldkampioenschap en 39e in het Europees kampioenschap.
In 2021 maakte Martí de overstap naar het formuleracing. Hij begon het jaar in het Verenigde Arabische Emiraten Formule 4-kampioenschap, waar hij uitkwam voor het team Xcel Motorsport. Hij won zijn enige race op het Yas Marina Circuit en behaalde drie andere podiumfinishes. Met 135 punten werd hij zevende in het klassement. Vervolgens maakte hij de overstap naar het Spaanse Formule 4-kampioenschap, waarin hij voor Campos Racing reed. Hij kende een goed jaar waarin hij op het Motorland Aragón twee zeges boekte. Hiernaast stond hij in zeven andere races op het podium. Met 196 punten werd hij achter Dilano van 't Hoff en Sebastian Øgaard derde in de eindstand.
In 2022 begon Martí het seizoen in het Formula Regional Asian Championship (FRAC), waarin hij voor Pinnacle Motorsport reed. Hij stond vijfmaal op het podium, en alhoewel hij geen zeges behaalde, werd hij met 158 punten achter Arthur Leclerc tweede in de eindstand. Aansluitend debuteerde hij in het FIA Formule 3-kampioenschap, waarin hij zijn samenwerking met Campos voortzette. Hier kende hij een lastiger seizoen, waarin hij enkel met een negende plaats in het laatste raceweekend op het Autodromo Nazionale Monza tot scoren kwam. Met 2 punten eindigde hij op plaats 26 in het klassement.
In 2023 keerde Martí terug in het FRAC, dat de naam had veranderd naar het Formula Regional Middle East Championship, en reed hij bij Pinnacle VAR. Hij miste een weekend op het Kuwait Motor Town, maar behaalde twee zeges op het Dubai Autodrome en op Yas Marina. Met 78 punten werd hij achtste in het kampioenschap. Aansluitend reed hij zijn tweede seizoen in de FIA Formule 3 bij Campos. Hij won de seizoensopener op het Bahrain International Circuit en voegde hier gedurende het seizoen nog twee overwinningen op het Circuit de Monaco en het Circuit de Barcelona-Catalunya aan toe. Op Silverstone eindgde hij ook op het podium. Voorafgaand aan het laatste raceweekend trad hij toe tot het Red Bull Junior Team, het opleidingsprogramma van het Formule 1-team Red Bull Racing. Met 105 punten werd hij vijfde in het kampioenschap.
In 2024 debuteerde Martí in de Formule 2, waarin hij zijn samenwerking met Campos voortzette. In het openingsweekend in Bahrein stond hij in beide races op het podium en op de Red Bull Ring voegde hij hier een derde podiumplaats aan toe. In het laatste raceweekend op Yas Marina won hij zijn eerste race in het kampioenschap. Met 62 punten werd hij veertiende in de eindstand.
In 2025 blijft Martí in de Formule 2 bij Campos rijden.